# イザベル・ド・エノー
イザベル・ド・エノー（Isabelle de Hainaut, 1170年4月5日 - 1190年3月15日）は、フランス王フィリップ2世の最初の王妃。エノー伯ボードゥアン5世とフランドル女伯マルグリット1世の長女。弟にラテン帝国の初代皇帝ボードゥアン1世（フランドル伯としては9世）と第2代皇帝アンリ1世がいる。

## 生涯
当初1171年、1歳の頃にフランス王ルイ7世の3人目の妃アデルの甥に当たるシャンパーニュ伯アンリ2世と婚約していたが、父ボードゥアン5世がイザベルの母方の伯父フランドル伯フィリップ・ダルザスから、豊かなアルトワ伯領を持参金としてイザベルをフィリップ2世に嫁がせることを提案された。伯父と父の手配により1180年4月28日、既に父王ルイ7世の共同君主となっていたフィリップと結婚した。ルイ7世は同年9月に死去し、フィリップが単独の王位についた。
一方的に婚約を反故にされたアンリ2世の父で王太后アデルの実兄に当たるシャンパーニュ伯アンリ1世をはじめとするブロワ家の一族はこれに怒り、イザベルに敵意を向けるようになる。
イザベルとフィリップ2世の結婚が成立し、エノー家が王太后アデルの甥アンリ2世を拒絶したことは、アデルの実家ブロワ家の権威衰退を意味しており、アデルはこの結婚を喜ばなかった。
その時期にアデルはイザベルに対抗する派閥をつくり、フランス宮廷で緊張が増した。イザベルの王妃戴冠式の招待に王太后及びシャンパーニュ派の一団は欠席している。
繊細で文化的であったイザベルは舅ルイ7世の初婚の妃アリエノール・ダキテーヌの伝統に従い、トルバドゥールの庇護者となり『愛の宮廷』を作り上げた。一部の論評者からイザベルは多くの賞賛を受け、またその優しさと美しさで結婚当初はフィリップ2世の寵愛を勝ち取った。
しかし1183年、イザベルはまだ若年で出産適齢期ではなかったにもかかわらず、なかなか世継ぎを懐妊しないという理由から夫フィリップからの寵愛は薄れ、さらに教会に婚姻の無効を訴えられてしまった。翌年1184年3月に一度離婚が決まるが、イザベルはサンリスの教会で裸足に粗末な衣をまとった懺悔する改悛者の出で立ちで現れ、教会の周りを歩くと、その姿を民衆から称賛され支持を得た。さらに伯父フィリップ・ダルザス等のフランス王家の顧問達がイザベルとの離婚により、王家がアルトワ領を損失することの甚大さをフィリップ2世に訴え、王は離婚を思い止まった。
イザベルの父方の高祖父フランドル伯ボードゥアン2世は西フランク王国のシャルル2世（禿頭王）の娘ジュディトを母としており、イザベルとフィリップ2世の結婚はカロリング家とカペー家の結合と見なされた。
そして、1187年に生まれた2人の息子ルイ8世が1223年に王位を継承したことで、フランス王位の正統性はより高められたと認識された。また、この結婚の持参金としてアルトワ伯領がもたらされた。
2度目の出産で男児の双子を産むが、難産であり1190年3月15日に19歳で死去した。双子はロベールとフィリップと名付けられたが、生後3日目で夭折した。その後、フィリップ2世は2人の王妃インゲボルグを迎えた。